# Silberturm
Silberturm (en inglés: 'Silver Tower'), antiguamente conocida como Dresdner-Bank-Hochhaus y Jürgen-Ponto-Hochhaus, es un rascacielos de 32 plantas y 166,3 metros de altura situado en el barrio Bahnhofsviertel de Fráncfort del Meno, Alemania. Fue el edificio más alto de Alemania desde 1978 hasta 1990. Fue parte de la sede del Dresdner Bank, uno de los bancos más grandes de Alemania, hasta su fusión con el Commerzbank en 2009. Actualmente el principal inquilino es Deutsche Bahn.

## Historia
Construida por Bilfinger Berger, la Silberturm está situada en Jürgen-Ponto-Platz, que se abre hacia Kaiserstrasse. La plaza está dedicada a Jürgen Ponto, antiguo director ejecutivo del Dresdner Bank, que fue asesinado en 1977 por miembros de la Fracción del Ejército Rojo. La Silberturm, junto con el edificio de siete plantas Gallusanlage 8, fue la sede del Dresdner Bank desde 1978 hasta 2008. En 2003, se construyó una nueva torre, Gallileo.
Tras la adquisición del Dresdner Bank por parte de Commerzbank a principios de 2009, el nuevo propietario decidió vender la Silberturm debido a que ya no necesitaba el espacio de oficinas. Pero debido a que la venta del edificio, que vale unos doscientos millones de euros, no se consideraba posible en un contexto de crisis financiera, todo el rascacielos y también el edificio Gallusanlage 8 fueron alquilados a largo plazo a Deutsche Bahn en verano de 2009. Gallileo seguirá siendo usado por Commerzbank.

## Construcción

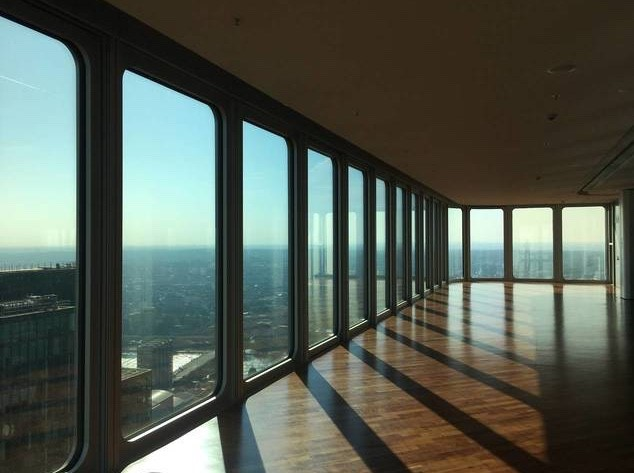
Vista desde la planta 31 del edificio Silberturm

La torre tiene dos sótanos y 32 plantas sobre el nivel del suelo. En las plantas tercera y cuarta había una cantina para los trabajadores hasta 2008. La planta 31 albergaba una piscina hasta 1994, cuando fue convertida en una sala de conferencias. La planta 32 fue destruida parcialmente en un incendio el 1 de abril de 1998.
La altura de las plantas estándar es de 4,2 metros, con una superficie de 1900 metros cuadrados. El edificio está cimentado sobre una losa de hormigón armado de 3400 m² de superficie y cuatro metros de grosor. Vista en planta, la torre consiste en dos grandes cuadrados redondeados dispuestos con un desplazamiento longitudinal de varios metros. En los huecos resultantes a cada lado, se sitúan dos rectángulos alargados también redondeados, que albergan los ascensores y las escaleras de emergencia. Las esquinas redondeadas se repiten por todo el edificio, por ejemplo en las ventanas y pilares, y en los signos informativos en el interior.